# Наварин (мыс)
Мыс Нава́рин  (чук. Роратын, кер. Йуйатын) — мыс на юге Чукотки, омывается Беринговым морем.
Название в переводе с чук. — «колбаса».

## Исторические сведения
Был нанесён на карту в 1828 году экипажем шлюпа «Сенявин» под командованием Ф. П. Литке и назван в честь победы русского флота в Наваринском сражении.
С 1934 года на мысе действовала одна из первых на Чукотке радиометеорологическая станция восточного участка Севморпути, заброшенная в 1990-х гг.

## Физико-географическое характеристика
Представляет собой горное поднятие — отроги Майнопыльгинского хребта (Корякское нагорье) с высотами 500—540 м, выступающее в Берингово море. По мысу Наварин проводится южная граница Анадырского залива.
У Мыса Наварин наблюдается максимум среднегодовой скорости ветра и повторяемости штормов и ураганов в России. Среднегодовая температура воздуха составляет —4,1°С.

## Флора и фауна
Растительный покров на территории участка характеризуется полным отсутствием древесных и кустарниковых видов. Здесь произрастает ещё не описанный в науке новый вид полыни Artemisia pseudosenjavinensis sp. nova. Всего зарегистрировано 258 видов сосудистых растений.
На отвесных скалах мыса находится один из крупнейших в северной части Тихого океана птичьих базаров. Тут отмечена регулярная летняя концентрация орлана-белохвоста, занесённого в Красную Книгу РФ.
На берегу мыса расположено самое южное лежбище сивуча, в прилегающей акватории отмечено место массовой миграции серого кита.
В районе мыса обитает эндемик Корякского нагорья — черношапочный сурок, занесённый в Красную книгу.

## Охрана природы
Окрестности мыса Наварин предполагается включить в особо охраняемую территорию как памятник природы. Здесь были найдены уникальные наскальные рисунки, где изображены сцены охоты древних людей на оленей, возраст которых составляет около 2 тыс. лет, а также места стоянок древних кереков.

## Радиационная авария
В 1987 году на мысе Наварин был установлен термоэлектрический радионуклидный генератор (РИТЭГ) «ИЭУ-1» № 8297, обеспечивающий энергией аппаратуру автономного навигационного маяка.

Демонтаж аварийного РИТЭГа

В 2001 году были обнаружены механические повреждения корпуса РИТЭГа (предположительно, на него наехал вездеход оленеводческой бригады в 1999 году), в результате чего произошла разгерметизация и защита из обеднённого урана при взаимодействии с атмосферой увеличивается в объёме, что приводит к дальнейшему разрушению защитной оболочки, утечек радиоактивного топлива (стронция Sr) - не обнаружено. Это привело к увеличению мощности экспозиционной дозы проникающего гамма-излучения в несколько десятков раз. Грунт вокруг аппарата подвергся радиационному загрязнению, уровень которого доходил до 100 мкР/ч.
В 2003 году неисправный РИТЭГ был накрыт защитным бетонным саркофагом весом ок. 8 т, который был доставлен вертолётом Ми-26.
6 августа 2007 года начались работы по ликвидации последствий аварии. Неисправный РИТЭГ был перегружен на гидрографическое судно и отправлен на место долговременного хранения. Поражённые участки прилегающей территории были дезактивировны, загрязнённый грунт собран и утилизирован, после чего радиационный фон вокруг РИТЭГа уменьшился в 110 раз.